# Arratzu
Arratzu – gmina w Hiszpanii, w prowincji Biskaja, w Kraju Basków, o powierzchni 10,34 km². W 2011 roku gmina liczyła 388 mieszkańców.